# باك سيونغ زن
باك سيونغ زن مواليد 11 يناير 1941 في كوريا - الوفاة 5 أغسطس 2011، هو لاعب كرة قدم كوري شمالي كان يلعب في مركز الهجوم. سبق له أن لعب في كأس العالم لكرة القدم مع منتخب بلاده في مونديال عام 1966م.

## روابط خارجية
- باك سيونغ زن على موقع الاتحاد الدولي (مؤرشف)  (الإنجليزية)
- باك سيونغ زن على موقع قاعدة بيانات كرة القدم.إي يو (الإنجليزية)
- باك سيونغ زن على موقع ناشيونال فوتبول تيمز (الإنجليزية)